# Symposion (Platón)
Symposion je jedno z Platónových dialogů, jímž byl pravděpodobně založen stejnojmenný literární žánr symposia. Slovo symposion lze přeložit jako hostina. Hostinou není však myšleno jídlo, ale to, co následovalo po něm, může to být chápáno jako setkání za účelem řešit nějaký problém nebo jen výměna názorů.
Tato kniha líčí děj, který se odehrává na jedné hostině, konkrétně u Agathóna, který oslavuje svůj úspěch v dramatické soutěži, která byla u Řeků této doby typickou disciplínou během svátků boha Dionýsa. Všichni hosté se shodnou na tématu, které bude probíráno a tím jest názor na boha Eróta. Erós byl viděn jako bůh lásky a pravé mužnosti, byl to „muž pro muže“, protože žen se tento bůh nikterak nedotýkal. Skrze boha Eróta hledal Platón cestu k poznání, zabývá se především otázkou lásky.
Prostřednictvím monologů i dialogů vedených každým z hostů zvlášť se také pokoušel obecně charakterizovat jejich myšlení, ale přece všechny řeči nakonec směřují k dialogu Sókrata. Postupně se vystřídali: Faidros („otec“ námětu), Pausanias, lékař Eryximachos, Aristofanés, hostitel Agathón a nakonec Sókratés. Poslední, Sókratés, se o něco zpozdí. Nakonec do střízlivé společnosti vstoupí ještě podnapilý Alkibiadés, a když je vyzván ke slovu, nechválí boha Eróta, ale Sókrata, přičemž se strhne malá pitka. Někteří odejdou, jiní usnou, Sókratés si chvíli ještě s básníky povídá o umění, oni pak ale také usnou. Kniha končí Sókratovým odchodem.

## Proslovené názory
Faidros ve své řeči zdůrazňuje velikost a význam boha Eróta jako jednoho z nejstarších bohů vůbec. Odvolává se při tom na díla starších autorů (Hésiodos, Parmenidés), že nejprve vznikl Chaos, pak Gaia (Země) a pak Erós. Lásku definuje jako: „Stud u věcí ošklivých, horlivý zájem o krásné; neboť bez těchto pohnutek nemůže ani obec ani jednotlivec vykonávati veliké a krásné činy. “ Říká také, že milovníka si bohové cení více než miláčka, považují ho občas za hrdinu (např. že milovník je schopen obětovat svůj život za svého miláčka).
Pausanias nemůže uznat názor Faidrův a říká, že Erótové jsou dva. Logicky vychází z toho, že Afrodity jsou dvě. (První je starší dcera boha nebes, matku nemá, proto ji nazýváme Nebeskou. Ta druhá je mladší a dcerou Dia a Dióny, kterou jmenujeme Obecnou.) Erótové tedy musí být též dva. Chválit je třeba všechny bohy, ale měli bychom vědět za co. Hoden Eróta a milování je jen ten, který ke krásnému milování pobízí. Obecná Afrodita je láskou všech, mužů i žen, láskou, která často hledá jen tělesné ukojení. Druhý Erós je synem bohyně Nebeské, tato láska neobsahuje žádný ženský prvek, je to láska k mužům jako k bytostem přirozeně silnějším a rozumnějším. Měl by být ale zákon, který by zakazoval milovat příliš mladé chlapce, protože ti mají před sebou ještě nejistý vývoj své osobnosti. S Faidrem se shoduje v tom, že milovníci mají větší volnost dělat věci jinak pohoršlivé a ponižující pro společnost (např. doprošovat se partnera, dobrovolně pro něj otročit). Špatným milovníkem je milovník obecný, ten, kdo má raději tělo nežli duši, protože miluje věc nestálou. Duše je trvalejší, a láska může pak setrvat po celý život.
Eryximachos se ujal řeči místo škytajícího Aristofana. Pokračuje v Pausaniově myšlence tohoto protikladu. Doplňuje jeho řeč tím, že Erós nesídlí toliko v lidských srdcích, jako i v tělech všech živočichů a rostlin. Mluví spíše z hlediska biologického jako lékař (kterým je). Láska se netýká jen krasavců, ale je krásné a nutné vyhovět i lidem ošklivým, uzdravovat je, to je dle Eryximacha lékařství. Domnívá se, že umění lékařské je řízeno právě bohem Erótem. Nebeský Erós tedy usiluje o harmonii, dává pozor na lidi a jejich lásku. Je ale potřeba dávat pozor na obojího Eróta, aby docházelo ke správné směsi a lidé nebo jiní tvorové tak nebyli nemocní. Lidé tak díky oběma Erótům žijí ve vzájemné družnosti, v přátelství, ve štěstí, a činí, že dokážeme být milí jeden na druhého.
Aristofanés se dělí s ostatními o úplně jinou myšlenku. Říká, že lidé vůbec Erótovu lásku nezpozorovali, protože by se mu jinak více věnovali (stavěli více větších chrámů, apod.). Je důležité poznat lidskou přirozenost neboli trojí pohlaví, které ze dávných časů existovalo (mužské, ženské a pohlaví androgynů). Androgynie byli podoby stvořené jak z pohlaví mužského, tak z ženského, tvar člověka byl zcela válcovitý s oblými boky i zády, člověk měl čtyři ruce, tolik nohou a dva obličeje na okrouhlém krku, měl dvoje pohlavní ústroje a tak i vše ostatní. Trojí bylo proto, že muži pocházeli od Slunce (dvojitý muž), ženy ze Země (dvojitá žena) a Androgynie z Měsíce (žena-muž), neboť ten má něco společného s oběma. Byli mocní, silní a mohutní. Pokoušeli se vystoupat do nebes a tak Zeus byl nucen ubrat jim moc tím, že je rozpůlí. Tak lidé začali chodit po dvou, a kdyby se bohy opět pokusili zneuctít, tak by byli znovu rozpůleni a skákali by po jedné noze. Tím, jak k sobě byli těla tehdy složena, vysvětluje heterosexuální a homosexuální sklony lidí (tj. dvojitá žena jsou ženy lesbické, dvojitý muž jsou nyní homosexuálové a androgyn je heterosexuálně orientovaný člověk). Láska je tedy touha po celku, a proto lidé prokazují úctu k bohům, touží být opět ve dřívějším věčném spojení.
Pro Agáthóna je Erós nejblaženější, protože je to bůh nejkrásnější a nejlepší. Na Faidra se obrátí s tím, že Erós je naopak nejmladší a věčně mlád. Za důkaz považuje to, že bůh sám utíká před stářím a stýká se s mladými lidmi. Erós je hebký, protože nikdy nestoupá na tvrdé, vždy kráčí v duších a srdcích, tam má své sídlo. Chválí jeho statečnost, uměřenost ovládání rozkoší a chtíčů. Říká, že Erós také dotykem poskytuje jedincům slávu a smysl pro umění. Je potřeba krásy pro lásku, protože ošklivost lásku nevzbuzuje.
Sókratés vyslechl a ocenil krásu předchozích chvalořečí a teď je chce postavit před pravdu. Platón vkládá do úst Sókratovi své myšlenky – myšlenky vyššího řádu. Převrací nejprve slova Agathónova. (Že každý touží po tom, co nemá a Erós touží po kráse a lásce, tudíž krásný není a pak není ani dobrý, protože krása je spjata s dobrem.) Zdůrazňuje, že je i něco mezi dobrem a zlem, stejně jako mezi krásou a ošklivostí (tj. že to co není krásné, nemusí být hned ošklivé). Erós by mohl být daimónem (tzv. „prostředník“ mezi lidmi a bohy), protože skrze něho probíhají rozmluvy mezi lidmi a bohy, jak ve spánku, tak i v bdělém stavu. Kdo je otec a matka Eróta? Na oslavě narození Afrodity počala Penia dítě s Porem, proto je Erós služebníkem Afroditiným. Matka byla chudá a on po ní, takže není ani tak hebký, jak se o něm tvrdí. Erós je filosof, jako takový žije uprostřed mezi moudrým a nevědomým. Láska je touha mít trvale dobro. Nesmrtelnost ve smrtelném tvoru je spojení muže a ženy, plození. Děti jsou pak spojovací pouto mezi mužem a ženou, mnohem mocnější nežli přátelství. Nejkrásnější část moudrosti je rozumnost a spravedlnost.
Alkibiadés po malé hádce pronese chvalozpěv na Sókrata (ironie). Podobá se vzhledem prý satyru Marsyovi. Svými řečmi uchvátí Sókratés vždy každého, dokonce i ženu. Ve svém nitru kypří rozumností. A každou vlastnost, kterou lidi normálně velebí, považuje za špatnou, lidi považuje za nic a bere život s ironií. Považuje Sókrata za svého milovníka a proto mu musí jít po vůli. Jako zajímavost o něm povídá, že ho nikdo nikdy neviděl opilého, apod.
Alkibiadés snad i vystihl Sókratovu povahu v poslední části knihy, protože nejen, že jeho řeč vyzněla před všemi ostatními „osvíceně“, ale zároveň se je možná svými řečmi částečně přece snažil k hádce vyprovokovat. Sókratova řeč byla vskutku zajímavá, ale protiřečila všem ostatním, před ním předneseným a zároveň na ně celkem navazovala.

## Rozbor díla
Centrálním pojmem, na kterém je celý dialog stavěn, je erós, který Platón rozděluje na obecný a nebeský. Pro Platóna má nejvyšší význam erós nebeský, jenž má překonat praktiky vulgárního erótu. Potlačením obecného erótu Platón reagoval na erotickou uvolněnost v řecké kultuře.

## Význam Symposia
Pro dějiny filosofie je tato kniha velice důležitá; již ve starověku na ni reaguje řada filosofů (např. Lúkianos, Plútarchos, Júlianos nebo i Metoděj z Olympu, který napsal přímý nerovný protiklad Symposia). Platónovo dílo nás informuje o tehdejším životě (např. kladen důraz na divadlo, satirická tradice, popíjení vína na lehátkách).